# Itaclytus
Itaclytus is een kevergeslacht uit de familie van de boktorren (Cerambycidae). De wetenschappelijke naam van het geslacht werd voor het eerst geldig gepubliceerd in 2011 door Martins & Galileo.

## Soorten
Itaclytus omvat de volgende soorten:
- Itaclytus justini (Chevrolat, 1862)
- Itaclytus olivaceus (Castelnau & Gory, 1841)
- Itaclytus tumulifer (Aurivillius, 1909)